# Lopinavir/ritonavir
Lopinavir/ritonavir is een combinatiegeneesmiddel van lopinavir en ritonavir  dat gebruikt wordt om de groei te remmen van het hiv (humaan immunodeficiëntievirus), dat aids veroorzaakt. Het middel is onder meer onder de namen Kaletra en Lopinavir/Ritonavir Accord in de handel.

## Kenmerken
Het geneesmiddel combineert lopinavir met een lage dosis ritonavir. Het wordt aanbevolen het middel te gebruiken samen met andere antiretrovirale middelen. Het wordt via de mond ingenomen als een tablet, capsule of oplossing. Beide medicijnen zijn hiv-proteaseremmers. Ritonavir werkt door de afbraak van lopinavir te vertragen.
Vaak voorkomende bijwerkingen van het geneesmiddel zijn braken, diarree, hoofdpijn, spierpijn en vermoeidheid. Mogelijke ernstige bijwerkingen zijn een te hoge bloedsuikerspiegel, ontsteking van de alvleesklier en problemen met de lever. 
De VS heeft Lopinavir/ritonavir in 2000 als medicijn goedgekeurd. De Wereldgezondheidsorganisatie heeft het op de lijst van essentiële geneesmiddelen gezet: de veiligste en meest effectieve geneesmiddelen die nodig zijn in een gezondheidszorgsysteem. In Nederland kostte het gebruik in 2020 gemiddeld €340 per maand.